# Rockstar Leeds
Rockstar Leeds (ранее Möbius Entertainment Limited) — британская компания-разработчик компьютерных игр. Основана в городе Лидс, где и было принято название этой компании. Rockstar Leeds главным образом производила карманные игры для Game Boy Color (GBC) и Game Boy Advance, а также Midnight Club 3: DUB Edition и серию Grand Theft Auto для PlayStation Portable (PSP). Основана в 1997 году Гордоном Халлом (президент), Джейсоном МакГанном, Дэйвом Боксом, Яном Боуденом и Джастином Джонсоном. Компания состоит из 75 разработчиков игр и игровых программистов. В апреле 2004 года компания была приобретена Rockstar Games и переименована в Rockstar Leeds.

## Игры
как Möbius Entertainment
- Alfred's Adventure (2000) (GBC)
- Alfred Chicken (2002) (PS1)
- Drome Racers (2002) (GBA)
- High Heat Major League Baseball 2002 (2002) (GBA)
- Army Men: Turf Wars (2002) (GBA)
- High Heat Major League Baseball 2003 (2003) (GBA)
- Bionicle: The Game (2003) (GBA)
- Barbie Horse Adventure (2003) (GBA)
- American Idol (2003) (GBA)
- Max Payne (2003) (GBA)
- A Sound of Thunder (2004) (GBA)

как Rockstar Leeds
- Midnight Club 3: DUB Edition (2005) (PSP) (вместе с Rockstar San Diego)
- Grand Theft Auto: Liberty City Stories (2005) (PSP, PS2) (вместе с Rockstar North)
- Grand Theft Auto: Vice City Stories (2006) (PSP, PS2) (вместе с Rockstar North)
- The Warriors (2007) (PSP) (вместе с Rockstar Toronto)
- Manhunt 2 (2007) (PSP) (вместе с Rockstar London и Rockstar North)
- Rockstar Games presents Table Tennis (2007) (Wii) (вместе с Rockstar San Diego)
- Grand Theft Auto: Chinatown Wars (2009) (DS, PSP, iPhone, iPod Touch, Android) (вместе с Rockstar North)
- Beaterator (2009) (PSP, iPhone, iPod Touch)
- L.A. Noire (2011) (PC)
- Grand Theft Auto V (2013) (PS3, PS4, PS5, Xbox 360, Xbox One, Xbox Series X/S, PC)
- Red Dead Redemption 2 (2018) (PS4, Xbox One, PC)
- Grand Theft Auto VI (2026) (PS5, Xbox Series X/S)